# Maries County
Maries County är ett administrativt område i delstaten Missouri, USA, med 9 176 invånare. Den administrativa huvudorten (county seat) är Vienna.

## Geografi
Enligt United States Census Bureau har countyt en total area på 1 373 km². 1 367 km² av den arean är land och 6 km² är vatten.    

### Angränsande countyn
- Osage County - norr
- Gasconade County - nordost
- Phelps County - sydost
- Pulaski County - sydväst
- Miller County - väst